# 麥卡蒂 (密蘇里州)
麥卡蒂（英語：McCarty）是位於美國密蘇里州佩米斯科特縣的非建制地區。

## 地理
麥卡蒂所處的海拔為高於海平面80米（即262英呎），而該地所採用的時區為UTC-6，即北美中部時區（CST）。同時該地設有夏令時間，為UTC-6調快一小時，即UTC-5（CDT）。